# マフェイ1
マフェイ1（Maffei 1）は、カシオペヤ座の方角にある巨大な楕円銀河である。かつては局所銀河群の銀河であると考えられていたが、現在では自身の名前を冠したマフェイ銀河群の銀河であることが知られている。1967年に赤外線放射からこの銀河と近隣のマフェイ2を発見したパオロ・マフェイにちなんで命名された。
マフェイ1は、かなり平らな核を持つ楕円銀河である。箱のような形で、主に古い、金属量の豊富な恒星で構成される。小さな青い銀河核を持ち、そこでは星形成が続いている。全ての大きな楕円銀河と同様に、かなりの球状星団を含む。銀河系からの距離は3-4MPcと推定され、最も近くにある巨大楕円銀河である。
マフェイ1は銀河面吸収帯に位置し、銀河系の恒星と塵にかなり隠されている。もし隠されていなければ、マフェイ1は（満月の大きさの約3/4と）最も大きく、また最も明るかったはずである。非常に暗い空で、30-35cm以上の望遠鏡を用いれば見ることができる。

## 発見
イタリアの天文学者パオロ・マフェイは、赤外線天文学のパイオニアの1人である。1950年代から1960年代にかけて、恒星の高質な近赤外線画像を撮るために、化学的に非常に高い分解能を持つ写真乾板である「イーストマン エマルジョンI-N」を用いた。超高感度を達成するために、彼はこれを5%アンモニアに3-5分間浸した。この手順により、感度が1桁上がる。1957年から1967年の間に、マフェイはこの技術を用いて、球状星団や惑星状星雲を含む多くの天体を観測した。これらの天体のうちのいくつかは、青色光の高感度乾板では全く見えない。
マフェイ1は、1967年9月29日にアジアーゴ天文台のシュミット望遠鏡で露光した超高感度I-N乾板を用いて発見された。マフェイは、散光星雲とおうし座T型星を探索していた際に、マフェイ1とそれに伴う渦巻銀河であるマフェイ2を発見した。近赤外線での天体の視直径は最大50”であるが、青色光では見ることができない。スペクトルには放出線や吸収線を欠く。また後に電波を出さないことも示された。1970年、ハイロン・スピンラドは、マフェイ1が近隣の大きく掩蔽された巨大な楕円銀河であると提案した。マフェイ1は、銀河系に隠されていなければ、北天で10番目以内に大きい銀河であったはずである。

## 距離
マフェイ1は銀河面からわずか0.55°しか離れていない銀河面吸収体の中心に位置し、可視光で約4.7等級も減光している（光度は約1/70）。減光に加え、マフェイ1は銀河系の無数の恒星の背後に隠されており、観測の際に容易に紛れてしまう。結果として、その距離の測定は非常に難しい。
1971年、発見の直後に、スピンラドはマフェイ1までの距離を局所銀河群内に入る約1MPcと予測した。1983年にこの推定、ロナルド・ブタとマーシャル・マッコールによって、楕円銀河における光度と速度分散の関係を用いて2.1+1.3
−0.8MPcと改められた。この距離はマフェイ1を局所銀河群の外に置くものだったが、過去に影響を受けていた距離に十分近いものだった。
1993年、ジェラルド・ルピノとジョン・トンリーは表明輝度変動を用いて、マフェイ1までの距離を4.15±0.5MPcと新しく予測した。2001年には、ティム・ダヴィッジとシドニー・バン・デン・バーグは補償光学を用いてマフェイ1内で最も明るい漸近巨星分枝の恒星を観測し、その距離は太陽から4.4±0.5MPcと結論付けた。再校正した光度/速度分散関係と減光に関する最新の知見を用いた直近の推定では、マフェイ1までの距離は2.85±0.36MPcとされている。
過去20年間に報告された3MPc以上の大きな距離は、マフェイ1が局所銀河群から大きな影響を受けていないことを示唆していた。
マフェイ1は太陽から約66km/sの速度で遠ざかっているが、局所銀河群の重心からは297km/sの相対速度で遠ざかっている。これは、マフェイ1が一般的な宇宙の膨張の中にいることを示している。

## 物理的な性質

### 大きさと形

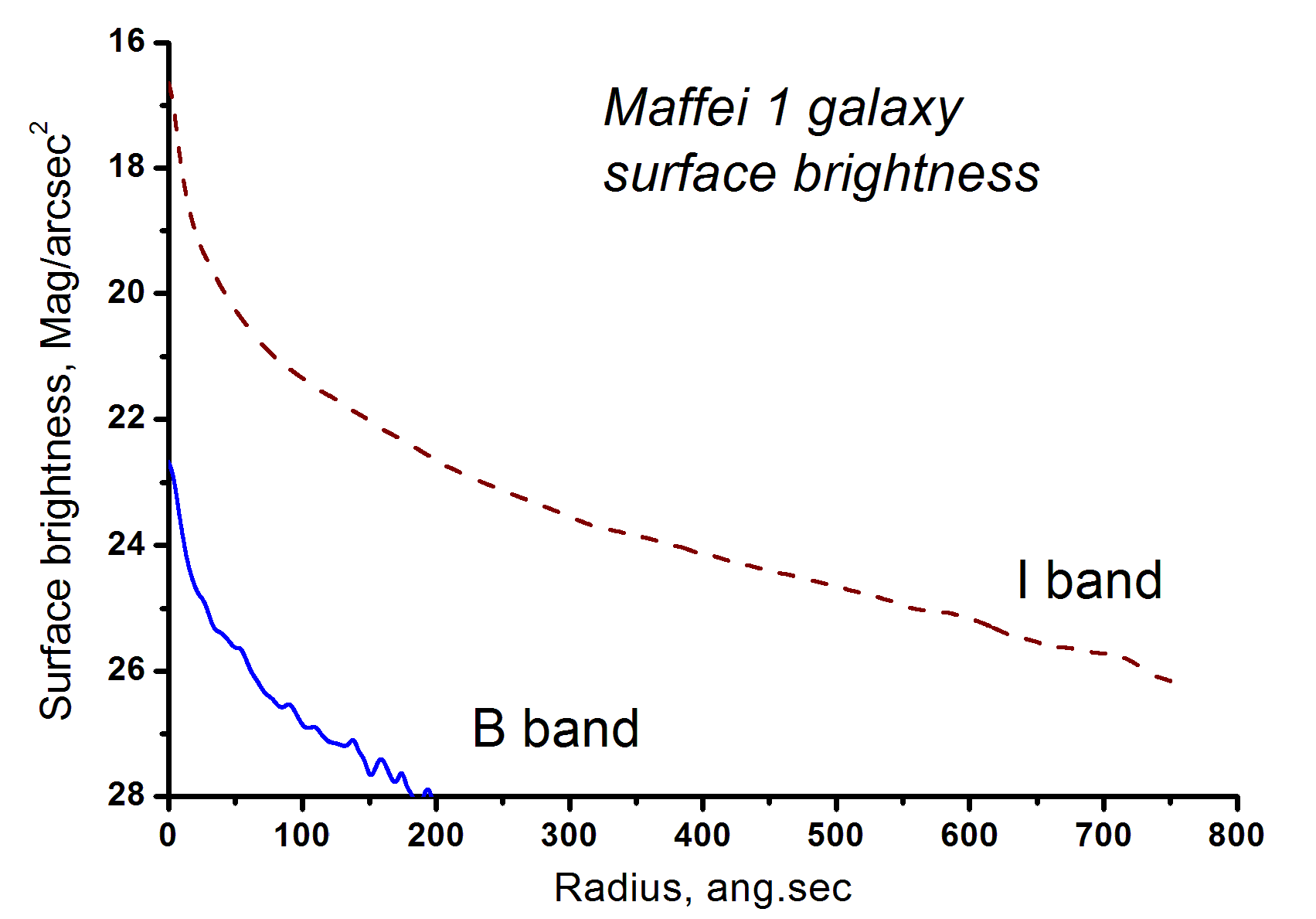
青色光と近赤外線で見たマフェイ1の表面輝度

マフェイ1は、ハッブル分類でE3型に分類される巨大楕円銀河である。これは、この銀河が比較的平らで、短半径が長半径の約70%であることを意味する。マフェイ1は箱型(E(b)3型)で、半径約34Pcの中心領域の光放出は、r1/4則と比べても不十分であり、マフェイ1がコアタイプの楕円銀河であることを示している。箱のような形と暗い核の両方が、中型から大型の楕円銀河の特徴である。
銀河系にかなり隠されているため、マフェイ1の視直径は、観測する波長に大きく依存する。青色光ではわずか1-2’であるが、近赤外線だと月の直径の3/4を超える23’にも達する。3MPcの距離とすれば、これは約23kPcに相当する。合計の絶対等級はMV=-20.8で、銀河系に匹敵する。

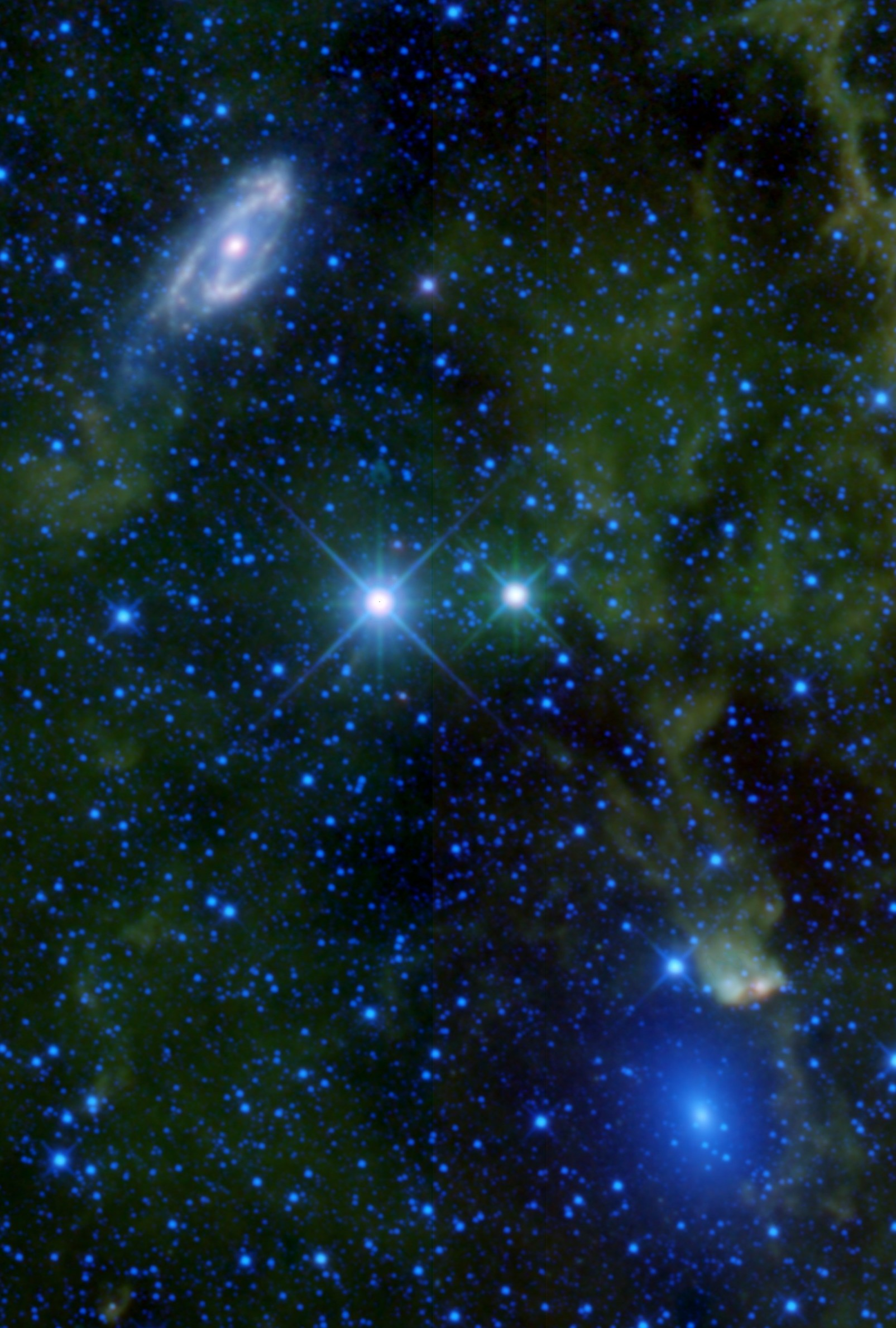
マフェイ1は、下右角の青い楕円天体である。

### 核
マフェイ1は、直径約1.2Pcの小さな青色の核を持つ。核は、約29太陽質量のイオン化水素を含み、これは、最近まで星形成が行われていたことを意味する。活動銀河の兆候はなく、中心部からのX線放出は多くの恒星が起源であると考えられている。

### 恒星と星団
マフェイ1は、主に100億歳以上の古く金属量の豊富な恒星で形成されている。大きな楕円銀河であることから、マフェイ1には1100個ほどの多くの球状星団が含まれると考えられている。しかし、途中での吸収が多いことから、地上からの観測では長い間それらを発見することはできなかった。2000年にハッブル宇宙望遠鏡を用いて行われた観測では、中心部に20個程度の球状星団の候補が発見された。後の地上からの赤外線観測により、明るい球状星団の候補が多数発見された。

## 銀河群
マフェイ1は、近隣のIC 342やマフェイ2等の巨大渦巻銀河と銀河群を形成する。また、ドウィンゲロー1等の小さな衛星渦巻銀河やMB1等の多数の矮衛星銀河も持つ。これらを含むマフェイ銀河群は、銀河系から最も近い銀河群の1つである。